# Natitingou II
Natitingou II är ett arrondissement i kommunen Natitingou i Benin. Den hade 10 458 invånare år 2002.